# Emanuele Gaudiano
Emanuele Gaudiano, né le 30 juin 1986 à Matera, est un cavalier de saut d'obstacles et officier de l'Office national des forêts italiennes. En 2007, il remporte la médaille d'argent au championnat d’Europe jeunes cavaliers de saut d'obstacles à Auvers (France). 
Le 7 décembre 2019, il remporte le Longines Speed Challenge de Paris.  

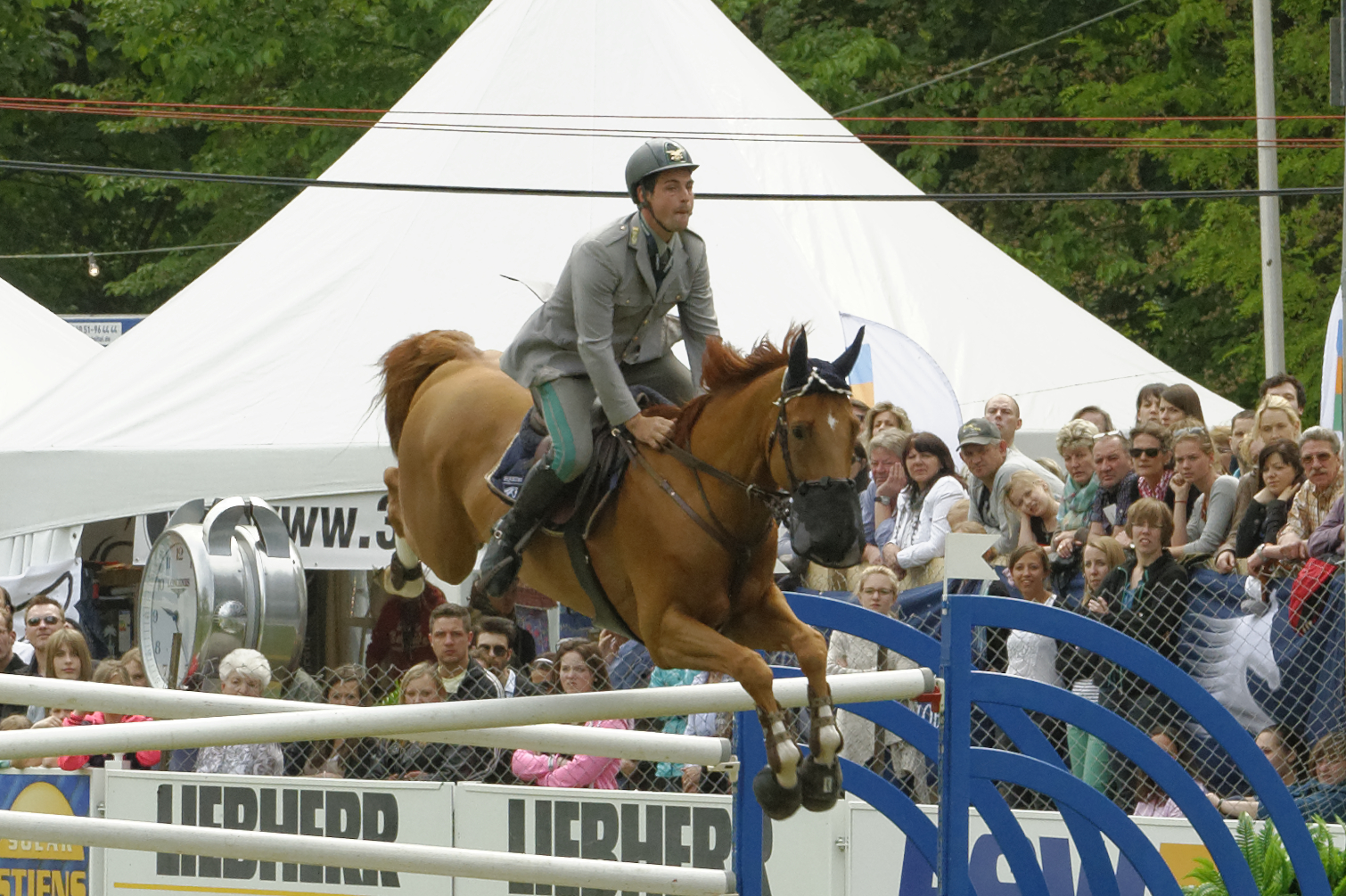
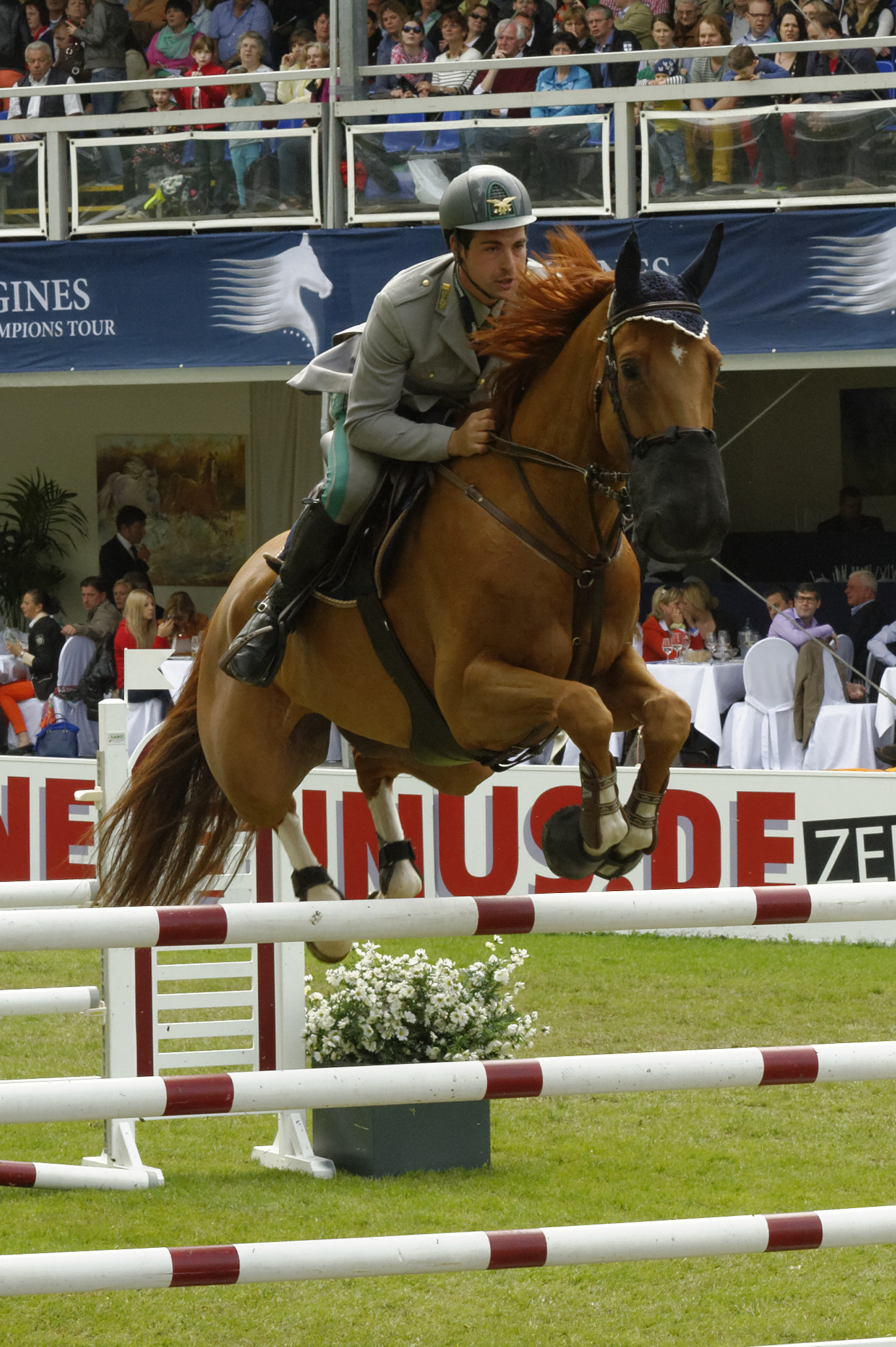
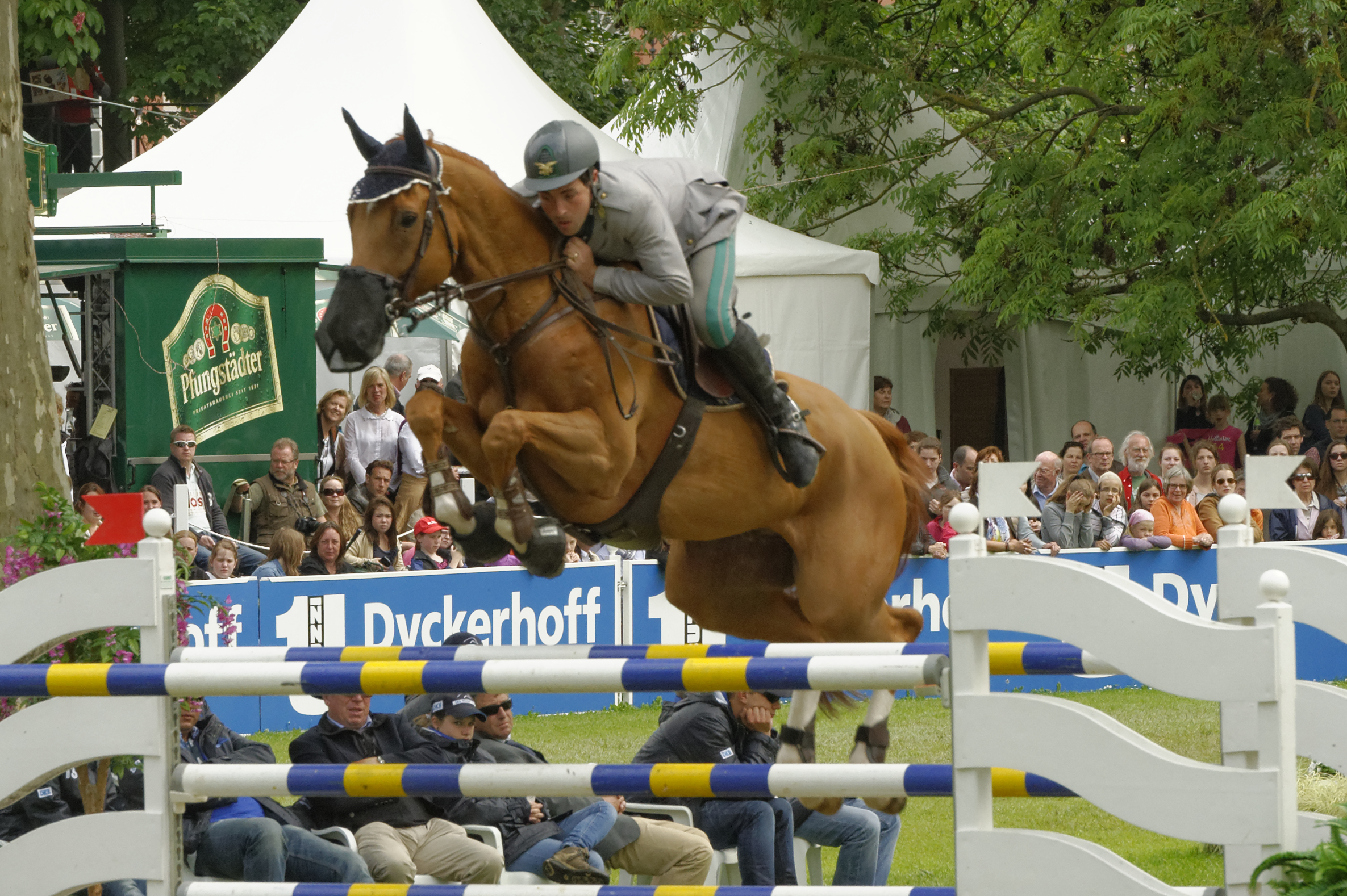
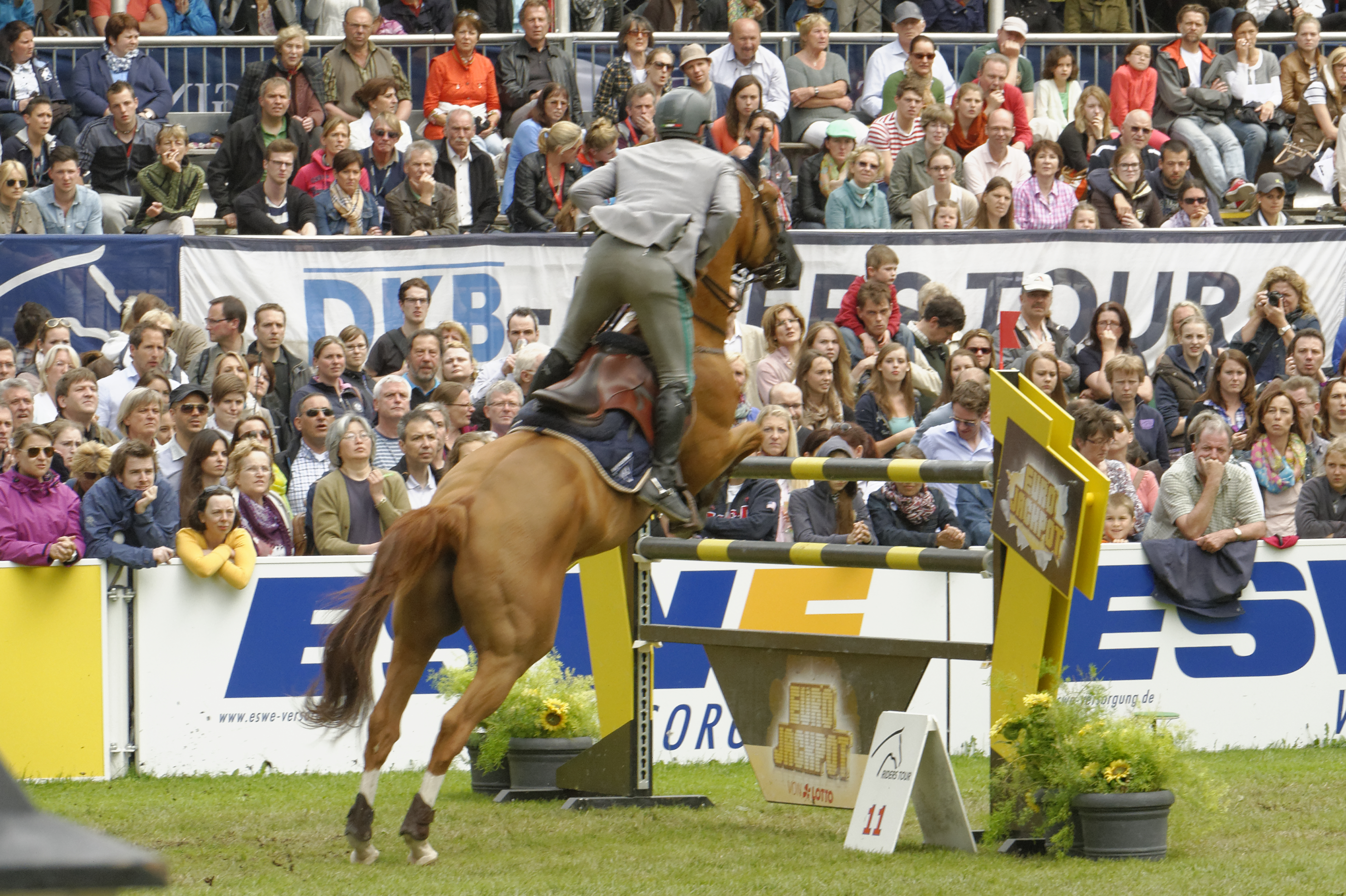
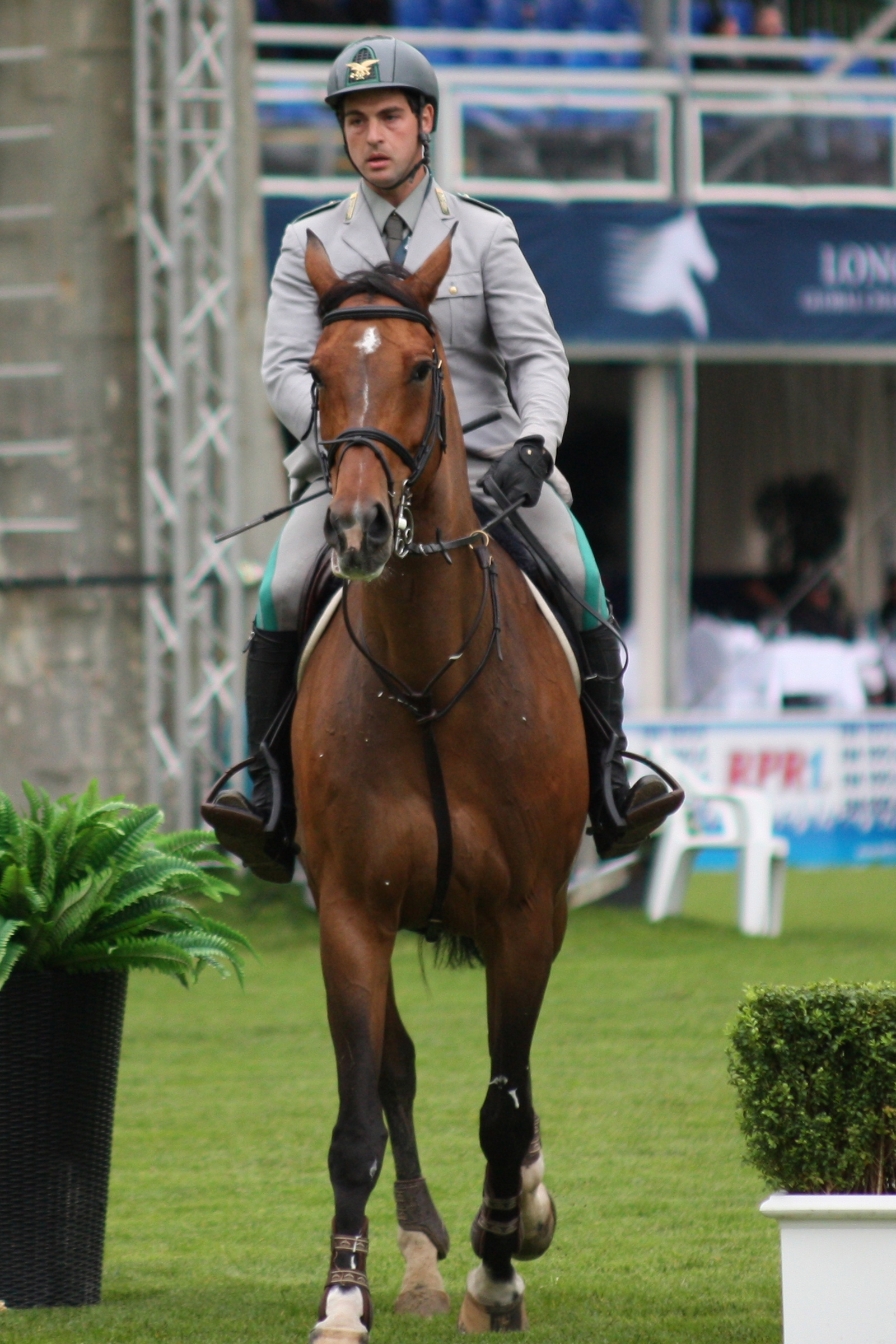
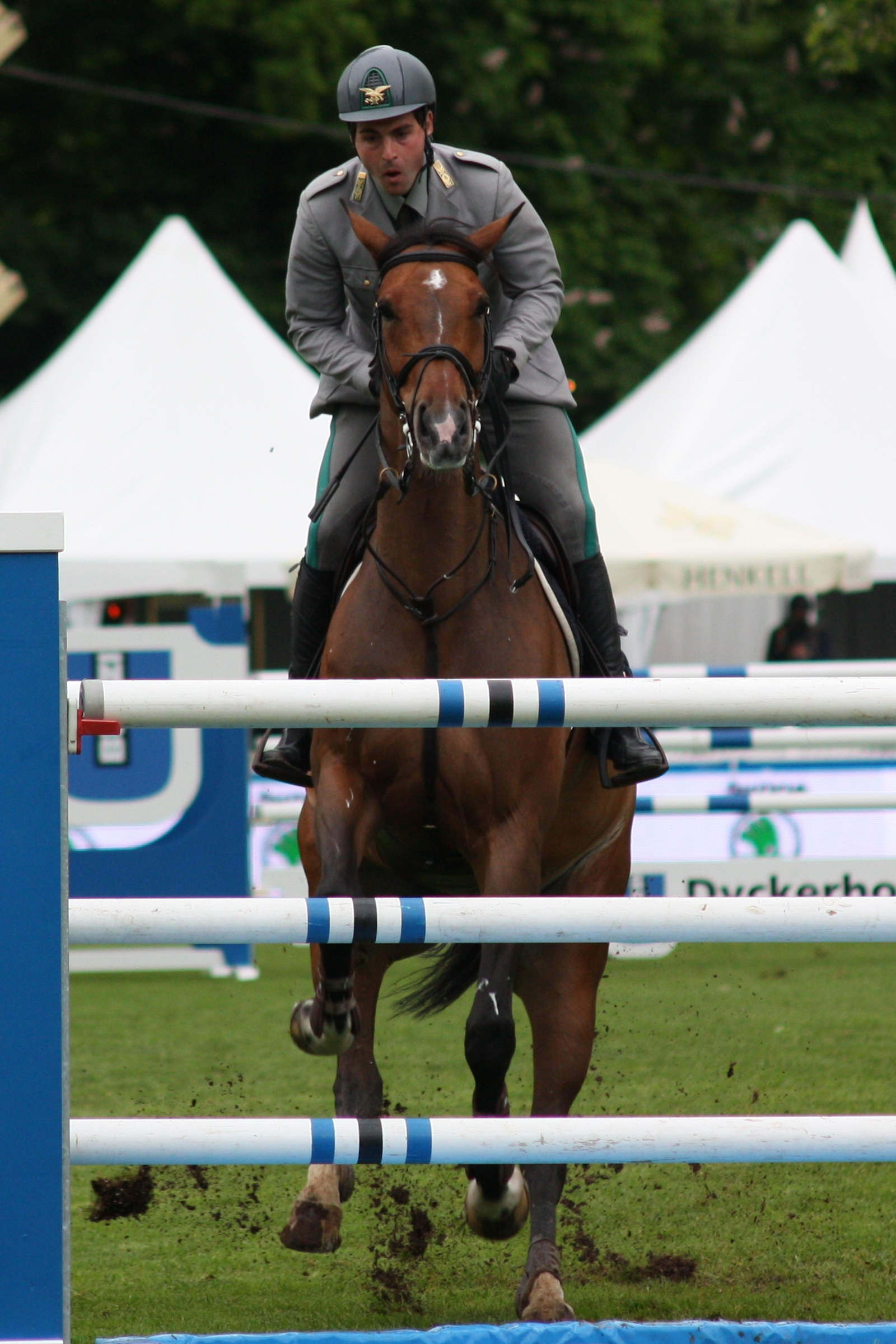
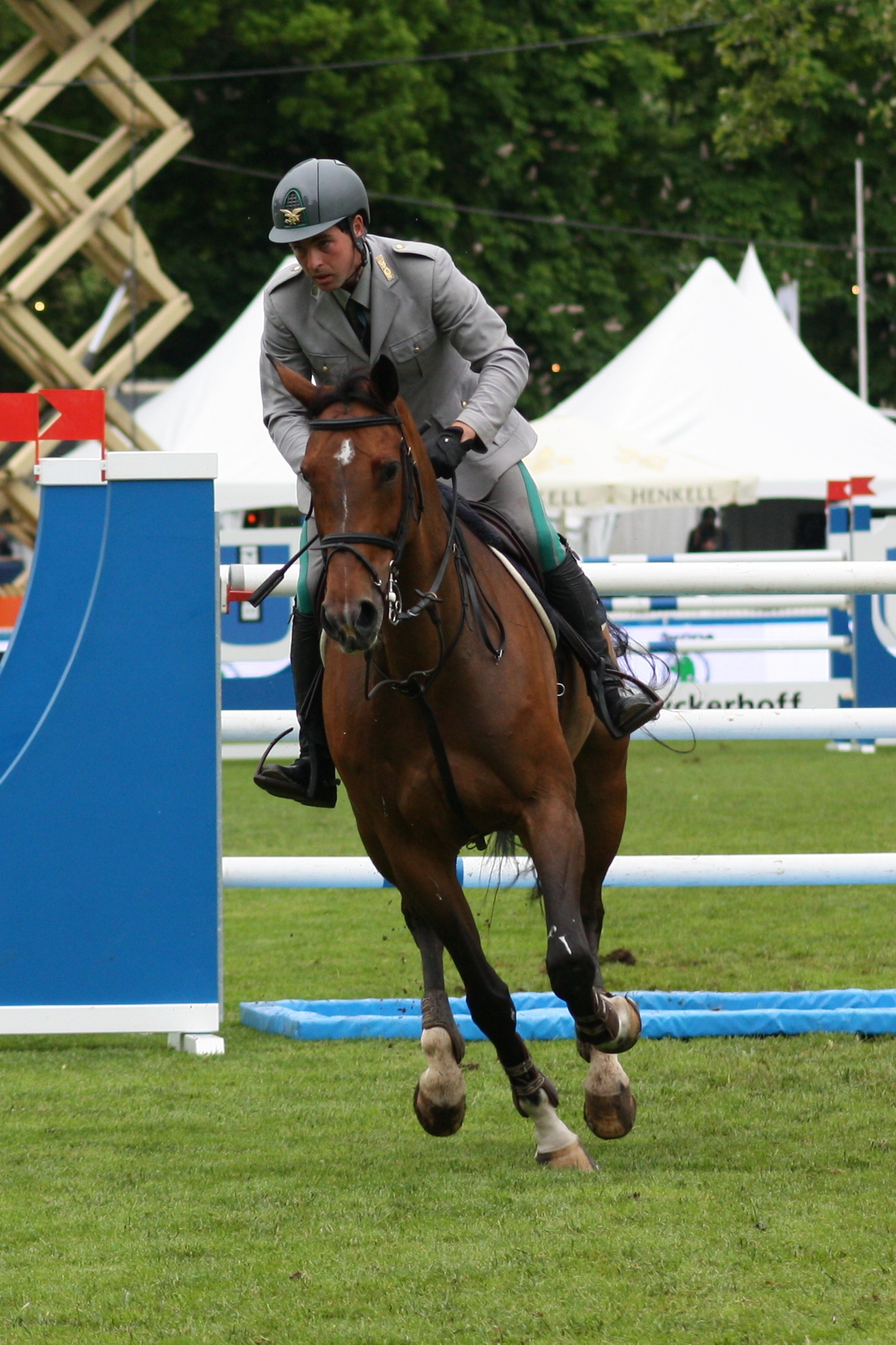